# Piacoa (Venezuela)
Pour les articles homonymes, voir Piacoa.
Piacoa est une localité du Venezuela, capitale de la paroisse civile de Juan Bautista Arismendi de la municipalité de Casacoima dans l'État de Delta Amacuro.

## Géographie
La localité est située sur la rive sud de l'Orénoque et fait face à la pointe occidentale de l'île de Tórtola qui occupe le lit du fleuve.